# Itsasondo
Itsasondo (em basco e oficialmente) ou Isasondo (em castelhano) é um município da Espanha na província de Guipúscoa, comunidade autónoma do País Basco. Tem 8,94 km² de área e em 2021 tinha 658 habitantes (densidade: 73,6 hab./km²).

## Demografia
| Variação demográfica do município entre 1991 e 2004[carece de fontes?] | Variação demográfica do município entre 1991 e 2004[carece de fontes?] | Variação demográfica do município entre 1991 e 2004[carece de fontes?] | Variação demográfica do município entre 1991 e 2004[carece de fontes?] |
| ---------------------------------------------------------------------- | ---------------------------------------------------------------------- | ---------------------------------------------------------------------- | ---------------------------------------------------------------------- |
| 1991                                                                   | 1996                                                                   | 2001                                                                   | 2004                                                                   |
| 640                                                                    | 628                                                                    | 576                                                                    | 554                                                                    |